# Gino Biasi
Gino Biasi, conosciuto anche come Mimo Biasi (Udine, 9 marzo 1928 – Udine, 31 dicembre 1967), è stato un architetto, pittore e scultore italiano.

## Biografia
Nato Udine nel 1928, dopo aver conseguito la maturità artistica si iscrive all'Istituto universitario di architettura di Venezia per poi proseguire gli studi, dal 1953 al 1955, all'Ecole d'architecture Athenaeum di Losanna, dove entra in contatto con Alberto Sartoris. Svolge un breve periodo di apprendistato presso l'atelier di Sartoris sul lago Lemano pur essendosi già avviato alla professione di architetto, che esercita a Udine sin dai primi anni cinquanta.
Collaboratore di Marcello D'Olivo, non appena ritornato in Friuli partecipa attivamente all'edificazione di Lignano Pineta. Tra le opere lignanesi, tutte realizzate in collaborazione con Enor Milocco, vi sono l'Hotel Cristallo e Casa Romanelli, entrambi del 1955. Nel corso della sua traiettoria professionale Biasi esplora numerosi temi progettuali - negozi, ristoranti, case collettive, ospedali, alberghi, palazzi per uffici, grattacieli - anche se molte delle sue energie sono indirizzate verso l'architettura residenziale, un tema che declina in tutte le sue scale, dal disegno di interni al progetto di ville. Suoi sono anche alcuni prototipi di poltrone in filo metallico.
Tra le opere portate a compimento in territorio udinese vi sono Casa Coletti a Remanzacco (1959), la locanda "Al Castello" a Cividale del Friuli (1960), la Tipografia Fulvio a Udine (1963, demolita), la casa-atelier che costruisce per sé a Reana del Rojale (1964). Interessante esperimento di architettura neobrutalista, questa villa, detta anche "Casa Cannocchiale", è una delle sue opere più note, benché poco conosciuta.
Sin dagli esordi, parallelamente alla professione di architetto, Biasi si dedica anche alla ricerca plastica e pittorica. Le sue "opere manipolabili", in cui studia nuove forme e strutture metalliche (1966-1967), e le sue composizioni pittoriche, che toccano diverse espressioni dell'arte contemporanea, ricevono un lusinghiero apprezzamento da Umbro Apollonio, che ricorda come "la sua figura non [possa] essere esclusa dall'ambito culturale della sua regione". Ottimo disegnatore, incanala la sua vena creativa anche nei disegni di architetture fantastiche, tra cui si ricordano gli studi di grattacieli o di torri, elaborati nel 1967.
Gino Biasi muore prematuramente nella sua città natale il 31 dicembre del 1967. Nel 1971 il Comune di Udine gli dedica una mostra retrospettiva, allestita presso la Sala dell'Ajace, a Palazzo D'Aronco, e ordinata, tra gli altri, dalla moglie Gemma Buoncompagno, anch'essa pittrice.

## Archivio
Il Fondo Gino Biasi, conservato presso l'Archivio del Moderno, a Mendrisio, contiene documentazione dal 1952 al 1967. La documentazione relativa all'attività professionale di Gino Biasi, proveniente dagli Archives de la costruction dell'École Polytechnique Fédérale di Losanna dove era stata depositata dagli eredi, è stata donata all'Archivio del Moderno nel 1999 dalla moglie dell'architetto, Gemma Buoncompagno Biasi.